# Spitzli
Spitzli – szczyt w Alpach Berneńskich, części Alp Zachodnich. Leży w Szwajcarii w kantonie Uri. Należy do pasma Alp Urneńskich. Można go zdobyć ze schroniska Salbithütte (2105 m), Salbitschijenbiwak (2400 m) lub Voralphütte (2126 m).